# Glendale, Skottland
Glendale är en ort på ön Isle of Skye i Highland, Skottland. Byn är belägen 6,5 km 
från Dunvegan Castle. Orten har 326 invånare (2011).